# John Hammond
John Hammond (New York, 13 november 1942) is een Amerikaanse blueszanger en gitaarspeler. Hij is de zoon van muziekproducent John H. Hammond. Zijn stijl is boogiewoogie en barrelhouse.
Hoewel zijn werk bij de muziekkritiek overwegend goed is ontvangen kende hij geen grote commerciële successen. Hij is een goede vriend van Tom Waits en heeft op zijn cd Wicked Grin (2001) diens werk uitgevoerd.
In 2011 werd Hammond in de Blues Hall of Fame van de Blues Foundation opgenomen.

## Discografie
- 1964 – Big City Blues
- 1964 – Country Blues
- 1964 – John Hammond
- 1965 – So Many Roads
- 1967 – I Can Tell
- 1967 – Mirrors
- 1968 – Sooner Or Later
- 1969 – Southern Fried
- 1970 – Source Point
- 1971 – Little Big Man
- 1972 – I'm Satisfied
- 1975 – Can't Beat The Kid
- 1976 – John Hammond Solo
- 1978 – Footwork
- 1979 – Hot Tracks
- 1980 – Mileage
- 1982 – Frogs For Snakes
- 1983 – Live
- 1984 – Spoonful
- 1988 – Nobody But You
- 1992 – Got Love If You Want It
- 1993 – You Can't Judge A Book by the Cover
- 1994 – Trouble No More
- 1996 – Found True Love
- 1998 – Long As I Have You
- 2001 – Wicked Grin
- 2003 – At The Crossroads
- 2003 – Ready For Love
- 2005 – In Your Arms Again
- 2006 – Live in Greece
- 2007 – Push Comes To Shove
- 2009 – Rough & Tough
- 2014 – Timeless

- Biblioteca Nacional de España: XX4684197
- Bibliothèque nationale de France: cb13894935x (data)
- Gemeinsame Normdatei: 121989119
- International Standard Name Identifier: 0000 0001 1773 149X
- Library of Congress Control Number: n81117180
- MusicBrainz: d83e599c-2d5a-44ec-b727-587e1455b1b5
- Nationale Bibliotheek van Tsjechië: xx0052455
- Istituto Centrale per il Catalogo Unico: DDSV039564
- SNAC: w6ht3nd4
- Système universitaire de documentation: 077928458
- Virtual International Authority File: 85637654
- WorldCat: E39PBJf4dJCFgccB9GHXyyqJDq